# Maria Pădurariu
Maria Pădurariu, née le 5 octobre 1970 à Negrești (Roumanie), est une ancienne rameuse roumaine. Elle est médaillée d'argent aux Jeux de 1992.

## Carrière
Après une cinquième place en quatre sans barreur, elle remporte une médaille d'argent sur le huit aux Jeux de 1992.

## Palmarès

### Jeux olympiques
- Jeux olympiques d'été de 1992 à Barcelone ( Espagne) :
  -  médaille d'argent en huit

### Championnats du monde
- Championnats du monde d'aviron 1991 à Vienne ( Autriche) :
  -  médaille de bronze en huit

### Universiade
- Universiade d'été de 1993 à Buffalo ( États-Unis) :
  -  médaille d'or en quatre de couple